# Leggi di Rolland
Le leggi di Rolland o leggi di servizio pubblico designano una serie di requisiti che si applicano a tutte le attività del servizio pubblico, nonostante i fattori di variazione che caratterizzano tali attività.
Le leggi di Rolland, individuate da Louis Rolland, organizzano e sistematizzano i principi del servizio pubblico e li raggruppano in tre grandi categorie: continuità, mutevolezza ed uguaglianza.
Questi principi sono poi suddivisi in sottocategorie.

## Il principio di continuità
Il requisito della continuità detta la possibilità per gli utenti di fruire delle attività di servizio pubblico in ogni circostanza.
Questo principio di continuità del servizio pubblico è un principio con valore costituzionale (PVC) individuato dal Consiglio costituzionale con una decisione "Diritto di sciopero in materia radiotelevisiva", decisione relativa alla legge che modifica le disposizioni della legge n. 7 agosto 1974 sulla continuità del servizio pubblico radiotelevisivo in caso di cessazione concertata del lavoro.
Se inteso in senso stretto con riguardo ai servizi vitali, il principio di continuità del servizio pubblico non ha valore assoluto. Tale esigenza deve infatti riguardare il diritto di sciopero a disposizione dei pubblici ufficiali. La conciliazione di questi due principi è quindi illustrata, da un lato, dalla privazione del diritto di sciopero per alcuni soggetti (servizi pubblici operanti nel dominio sovrano, ad esempio la polizia o la gendarmeria). Il principio di continuità è invece inteso in modo più flessibile per gli altri servizi pubblici. È richiesto solo un servizio minimo.
Spetta poi a ciascun capo dipartimento adottare le misure necessarie per garantire la continuità dei servizi preposti a provvedere ai bisogni essenziali del Paese. Come tale può requisire personale (CE, 1976, CFDT sezione sindacale del Centro Psicoterapeutico di Thuir).

## Il principio di adattabilità o mutabilità
Il principio di mutabilità implica che l'amministrazione ha il diritto di adottare provvedimenti modificativi dell'organizzazione e del funzionamento dei pubblici servizi.
La giurisprudenza di principio in materia è la sentenza "Société TV6" del Consiglio di Stato (CE, Ass., 1987, Soc. TV6) secondo la quale è sempre libera per l'amministrazione modificare il regolamento per la diffusione.
Gli utenti non hanno quindi un diritto acquisito al mantenimento di un regolamento relativo all'organizzazione di un pubblico servizio (CE Sez., 1961, Vannier Archiviato il 18 aprile 2016 in Internet Archive.).
Tuttavia, gli utenti del servizio pubblico hanno il diritto di esigere che il servizio pubblico operi in conformità a quanto previsto nei testi (CE, 1906, Sindacato dei proprietari e dei contribuenti del quartiere Croix de Seguey Tivoli).

## Il principio di uguaglianza
Il principio di uguaglianza è esso stesso suddiviso in sottoprincipi. Si tratta di un principio generale di diritto (DGP) così come espresso in una sentenza di Sezione” Società Concertistica del Conservatorio emanato dal Consiglio di Stato nel 1951.

### Parità di trattamento degli utenti del servizio pubblico
Parità di trattamento tra utenti significa che gli utenti devono ricevere pari trattamento.

Da una fermata Associazione SOS Razzismo (CE Sez., 2013  ), il Consiglio di Stato qualifica tale principio esprimendo il fatto che tale principio non va inteso alla lettera e che, di conseguenza, non implica che gli utenti siano trattati esattamente nello stesso modo (CE Sez., 2013 [1] ), il Consiglio di Stato qualifica tale principio Sez., 2013, Associazione SOS Racisme):
"Il principio di uguaglianza non osta a che l'autorità investita del potere regolamentare disciplini diversamente situazioni diverse o perturbare l'uguaglianza per motivi di interesse generale, purché nell'uno come nell'altro caso, la disparità di trattamento che ne deriva sia direttamente connessa alla finalità di lo standard che stabilisce e non è manifestamente sproporzionato rispetto ai motivi che possono giustificarlo.»
Tale sentenza individua tre diverse ipotesi di trattamento:
- Se la legge ha previsto la possibilità di un trattamento differenziato. L'impugnazione sarà poi proposta al Consiglio costituzionale con un controllo di costituzionalità a posteriori;
- Se la giurisprudenza ritiene che gli utenti si trovino in una situazione diversa (CE Sez., 1974, Denoyez e Chorques[17])[18];
- Se la giurisprudenza ritiene che l'interesse generale sia tale da giustificare una disparità di trattamento[19] (CE Sez., 1997, Commune de Genevilliers)[20].

Al di là di queste tre ipotesi, questa disparità di trattamento deve essere necessariamente proporzionata.

### La neutralità del servizio pubblico
Il principio di neutralità del servizio pubblico è pensato come una variazione del principio di uguaglianza degli utenti del servizio pubblico. Ciò implica in particolare che gli edifici e gli agenti di servizio pubblico non indossino segni politici, filosofici o religiosi, che potrebbero suggerire che il servizio pubblico favorisce un particolare utente o gruppo di utenti a causa delle loro convinzioni.
La laicità è, ad esempio, l'espressione del principio di neutralità nel servizio pubblico (CE, 2014, Confederazione nazionale delle associazioni familiari cattoliche). Implica la neutralità dell'autorità pubblica rispetto alla religione.
Ne consegue il divieto per gli agenti (pubblici e privati – Cass. soc. 19 marzo 2013, L. c/ Associazione Baby-Loup ) ad indossare segni ostentati – indipendentemente dal fatto che siano in contatto con gli utenti.
Una delle più notevoli giurisprudenza in materia di neutralità riguarda la questione detta "pasti sostitutivi nelle mense scolastiche" (CE, 11 dicembre 2020, Comune di Chalon-sur-Saône). In tale sentenza, il Consiglio di Stato chiarisce che il requisito della neutralità non vieta né obbliga l'istituzione di menù sostitutivi dei pasti a base di carne di maiale. Ciò comporta l'annullamento della delibera del consiglio comunale che vietava tale dispositivo.

## I limiti di questa trilogia classica
Le leggi di Rolland corrispondono ai principi generali del diritto amministrativo francese e non solo ai principi ispiratori del solo servizio pubblico.
Inoltre, la classica trilogia sviluppata da Louis Rolland sembra a molti dottrinalmente obsoleta. La critica principale riguarda l'assenza dei principi di libero accesso, trasparenza e partecipazione degli utenti al servizio pubblico. Tuttavia, questi tre principi non hanno alcun significato reale poiché il diritto francese non li ha sistematizzati e riconosciuti come tali.